# Търговищко четириевангелие
Търговищкото четириевангелие е печатно среднобългарско четириевангелие от 1512 г. 
Палеотипът съдържа 179 листа. Издържано в правописните норми на Търновската книжовна школа. Отпечатано е във влашката княжеска столица по това време – Търговище. Отпечатано по заповед на угровлашкия войвода Нягое I Басараб, четириевангелието е богато украсено и оформено от Макарий (свещеноинок).
Търговищкото четириевангелие е третата поред печатна среднобългарска книга във Влашко – след „Литургия“ от 1508 г. и „Октоих“ от 1510 г.